# 上野俊一
上野 俊一（うえの しゅんいち、1930年〈昭和5年〉12月8日 - 2020年〈令和2年〉10月3日）は、日本の昆虫学者、昆虫分類学者、動物学者、洞窟生物学者。大阪府茨木市出身。父は動物学者の上野益三。妻は上野美子。
元国立科学博物館動物研究部長、名誉研究員、ハーバード大学昆虫学研究室客員研究員（Darlington Lab.)。元日本鞘翅学会会長、元日本洞窟学会会長。
オサムシ科の分類を専門としており、特に地下浅層に生息するメクラチビゴミムシ類の研究では多数の新種の記載論文を発表し、世界的権威である。
また、1957年の地下水に棲むムカシゲンゴロウとメクラゲンゴロウの発見は、日本で初めての地下水環境からの昆虫の発見であり、ムカシゲンゴロウは世界で初めてのゲンゴロウ科以外の地下水性甲虫の発見として知られている。
1990年代以降は中国での洞窟の生物相調査、洞窟探検を数多く行い、多数の知見を残した。
これらの研究成果は『原色日本昆虫図鑑』や『原色日本甲虫図鑑』II巻に代表される多数の著作によって、今にその活躍を伝えている。
また、昆虫学界や動物分類学、さらには環境保護の発展にも力を尽くしたことで知られ、多数の学会誌の編集委員長を務めた他、動物命名法国際審議会、WWFジャパンの評議員を歴任した。

## 生涯
1930年（昭和5年）、大阪府茨木市に生まれた。父は当時京都帝国大学講師で動物学者として知られる上野益三である。
1934年（昭和9年）、幼稚園に入園したが、体が弱く、幼稚園を休みがちだった。このことを父である益三は大変心配し、当時の勤務先で居を構えていた大津市の丘陵地で動植物を観察するためによく屋外に連れ出し、様々な種類を教えていたという。
また、幼い頃から益三の友人である江崎悌三や朝比奈正二郎が頻繁に家に訪ねてきており、日常的に昆虫学に触れられる環境だった。後に指導教官となる吉井良三も、その頃は学生として上野の家によく訪ねてきていた。
1938年（昭和13年）、尋常小学校2年生のとき、一家は大阪府豊中市に転居した。この時、既に軍靴の音が聞こえ始めており、様々な苦難に直面することになる。1943年（昭和18年）には旧制中学校の大阪府立豊中中学校（現・大阪府立豊中高等学校）に入学した。この時期に父の紹介で関西昆虫学会の戸澤信義、大倉正文、松田勉らオサムシ・ゴミムシ類研究のパイオニアと知り会い、これら分類群への興味が強くなっていった。
しかし、戦争は激化し、1944年（昭和19年）からは学徒動員され、「ジェット機に近い機体」を作るための飛行機工場でダクトを運ぶ作業を行なっており、空襲で電車が頻繁に止まるため、工場まで4駅歩いていたという。住む地域が激しい爆撃を受けたり、食糧不足に耐えたりと中学時代は特に厳しい生活を送った。そんな状況でも昆虫への興味は衰えることなく、焼夷弾が降って逃げ回ったり、飛行機が来てどぶ川に飛び込んで隠れたり、爆弾が落ちて地面に大きな穴が開いたりした後も、川に水生昆虫を掬いに行っていたと述懐している。
1945年（昭和20年）の終戦からは、米軍に接収されていた伊丹飛行場の草刈りに行き、米軍の兵士と接触する機会があったことや、食糧難で非常にひもじかったため、サツマイモやカボチャのつるを食べたり、野草を取りに行くのを手伝ったという。後にこれらの戦中・戦後の経験が自分を強くしたのではないか、と語っている。このような状況でも、昆虫、特に甲虫類への興味や関心を深めていった。
1948年（昭和23年）3月に旧制大阪府立豊中中学校（5年制）を卒業した。4月からは父・益三の母校であり薬剤師だった祖父・上野利三郎の影響もあって旧制薬学専門学校の大阪薬学専門学校（現・大阪大学薬学部）に入学した。
しかし、翌年の1949年（昭和24年）には昆虫学を勉強するために薬学から「逃げ出して」退学し、同年京都大学農学部に入学する。学部時代の指導教官は内田俊郎と吉井良三であった。同年3月には上野の人生初の論文「集団冬眠」が『MDKニュース（蟲同友会機関誌）』に掲載された。
このころには、江崎悌三の薫陶を受け、盲目のゴミムシ類への興味が強くなっていた。しかし、当時の昆虫学界の常識として、ヨーロッパやアメリカの地史の安定姓や古さに比して、日本は非常に地殻変動が多く、安定的な期間は短い。そのため、日本列島では盲目の昆虫が分化することはできないというのが通説だった。
大学に入学して最初の研究テーマは解明率がある程度高く、文献も揃っていたミズギワゴミムシ亜科 Bembidiinaeの分類学的研究を選んだが、1955年に出版された「Studies on the Japanese Trechinae」の一部の巻で扱われて記載された種と、同じく1955年に発表された土生昶申との共著論文以外、その成果は出版されていない。

### 研究の道へ

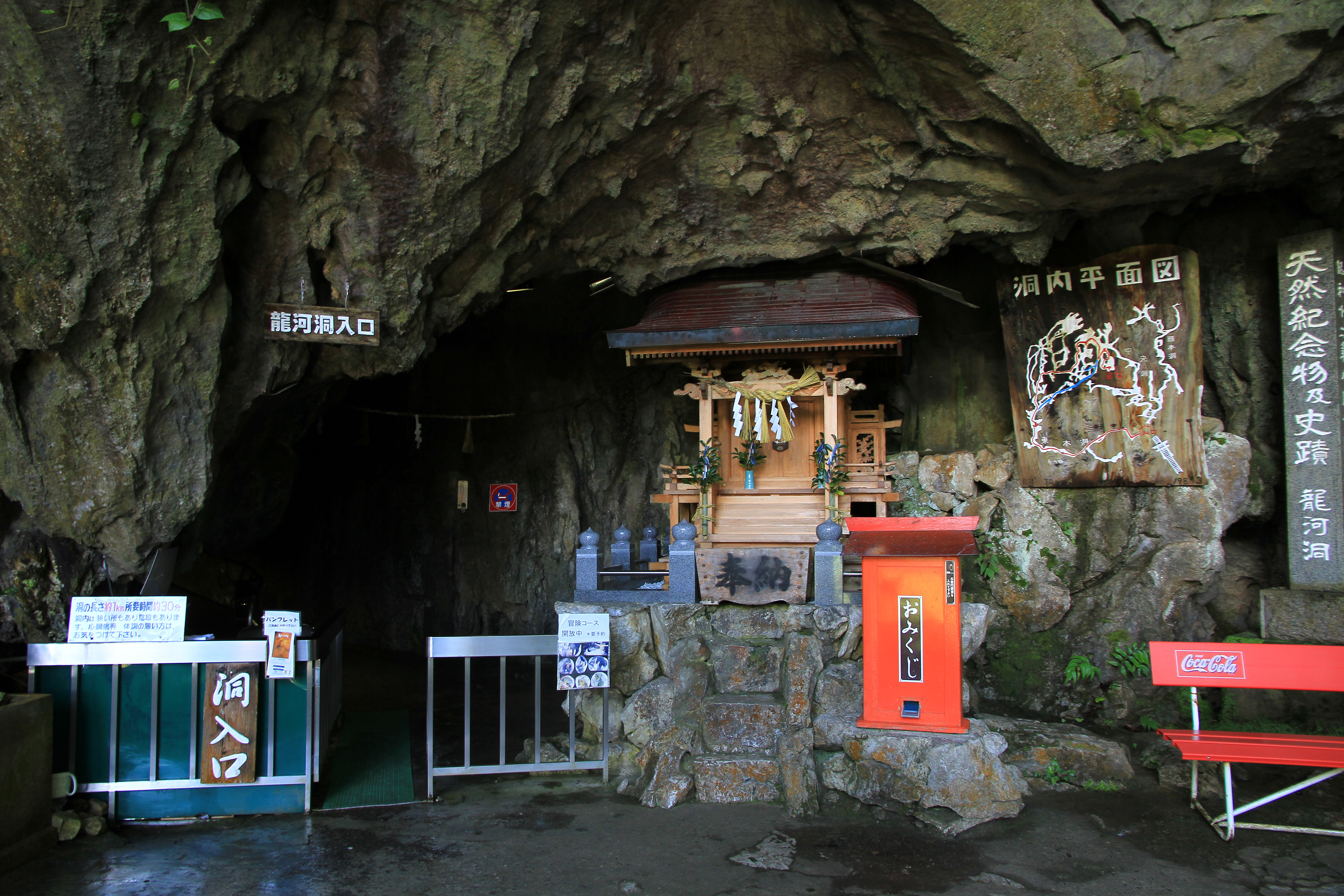
龍河洞の入り口

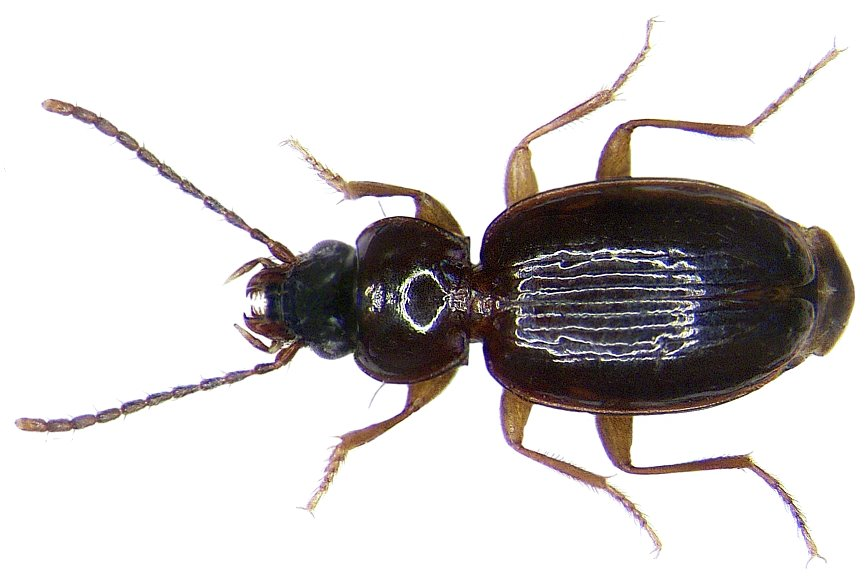
チビゴミムシの一種、Trechus splendens Gemminger & Harold, 1868

上野が一生にわたり研究することになる、地下浅層に棲む盲目チビゴミムシとの出会いは、1949年秋だった。小さなバイアル管に入った4頭のチビゴミムシがそのきっかけとなる。
その標本は、上野の指導教官であった洞窟生物学の権威、吉井良三が1939年に京丹波町の質志鍾乳洞で採集したもので、当時は全く知られておらず画期的な発見だった。上野は、1951年にこれらの標本のデータを元に、自身で採集した標本をタイプ標本として新属新種ヨシイメクラチビゴミムシ Yoshiitrechus ohshimai S. Uéno, 1951を命名記載した。
この発見は今後の人生を決定付けた。幸いなことに、京都大学の同級生に高知県と栃木県出身の者がおり、彼らからその地域の洞窟や鍾乳洞について様々な情報を得ることができ、それぞれの故郷に上野を招待してくれた。
1950年（昭和25年）の春先には、上野の人生初の四国の洞窟への採集旅行に出発する。最初に訪れた洞窟は高知県香美市の龍河洞であったが、天然記念物に指定されており、当然採集はできなかった。しかし、翌日に日本の洞窟生物学の先駆者である高知女子大学の石川重治郎と出会い、石川の図いで龍河洞での調査許可を得られる見込みとなった。さらに、5ヶ所の洞窟に「めくらの」2種の洞窟性ゴミムシが棲息し、採集されていることを知る。石川の案内で、上野はそれを観察・採集することができた。
なお、この2種は同年に農業技術研究所の土生昶申によってリュウガドウメクラチビゴミムシ Ryugadous ishikawai Habu, 1950、ホラアナヒラタゴミムシ Jujiroa nipponica (Habu, 1950)として記載された。また、石川重治郎による1952年の論文「竜河洞とその動物相」に上野への謝辞の記載がある。
この四国への採集旅行は、成功裏に終わり、洞窟に入ることへの不安は吹っ飛び、洞窟調査への自信をもつことができた。上野は、京都に帰るとすぐにヨシイメクラチビゴミムシが採集された質志鍾乳洞の調査に乗り出し、高知での経験が多いに生かされ、良い成果が得られた。
そこで、調査が行われていなかった鈴鹿山脈にあるいくつかの洞窟を調査してみた。すると、今まで知られていなかった複数のメクラチビゴミムシの新分類群に属する種を採集することができたのである。これには父・益三はもちろん、師匠筋である吉井良三や江崎悌三も非常に驚かされた。成果を知った皆が日本の洞窟には「赤い宝石たち」が棲んでいて、日本中にまだ見ぬ新種がたくさん潜んでいることを確信したという。これらの初期の研究成果は1952年になって「New cave-dwelling trechids of Japan (Coleoptera, Harpalidae)」と「On a cave-dwelling sphodrid found in Japan (Coleoptera, Harpalidae)」の2本の論文として出版された。

### 研究者へ

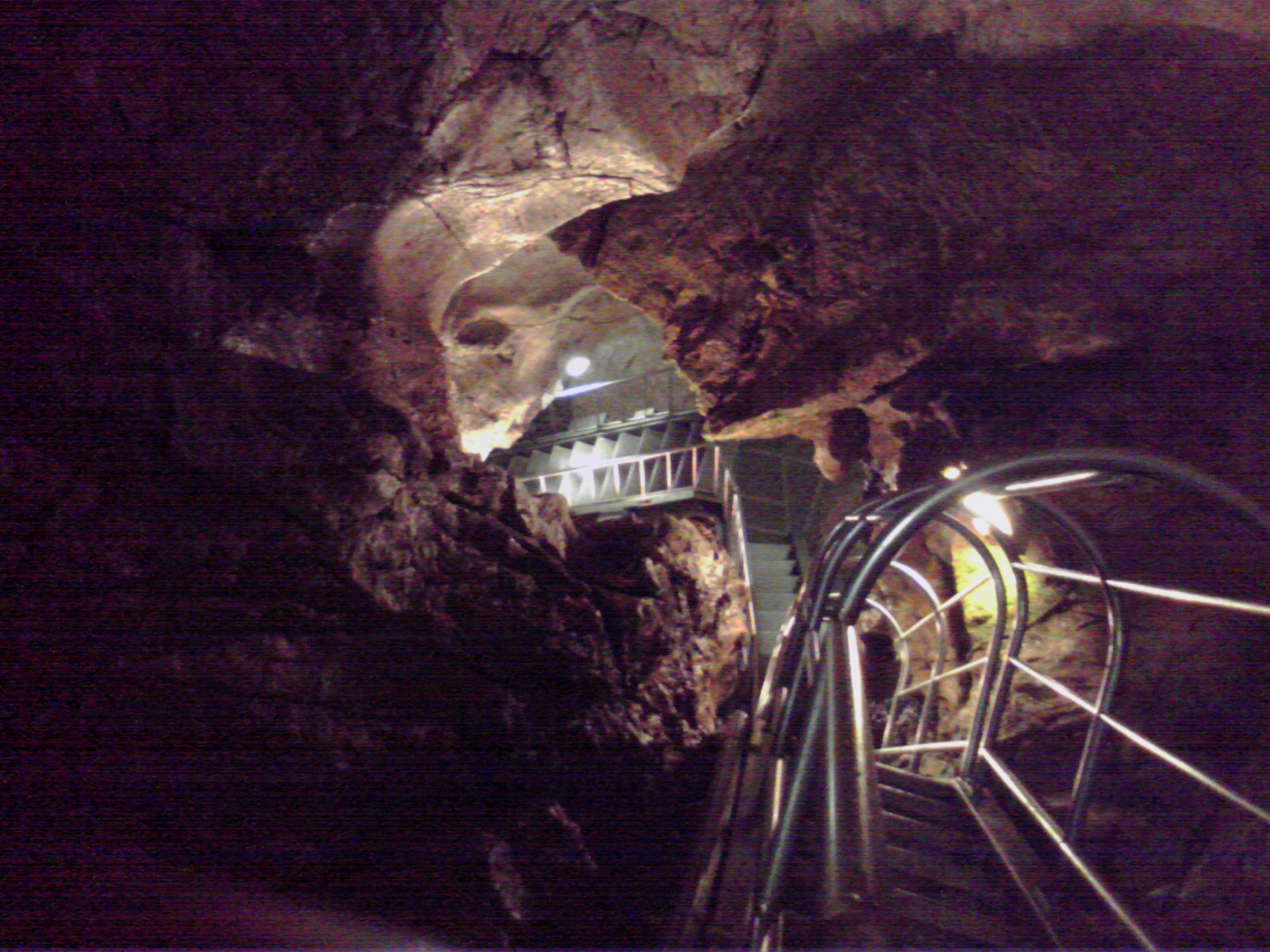
ヨシイメクラチビゴミムシが生息する質志鍾乳洞

上野の調査で日本列島には洞窟性昆虫の潜在的なポテンシャルが高いことがわかり、1951年に江崎や吉井らと共に日本列島全体を対象とした体系的な洞窟調査のプロジェクトを開始した。このプロジェクトは1955年までの5カ年計画で行われ、発案者の上野や吉井はもちろん、京都大学探検部や全国の大学探検部、協力者らの協力も得て、日本で当時知られていたほぼ全ての鍾乳洞を探検・調査した。
その結果、非常に多数の地下性の動物が採集され、そのほとんどは今までに誰も見たことがない、新種などの未記載種であった。
得られた標本は各分野の専門家に分類学上の検討を依頼し、その結果それらの分類群を記載する多くの論文が発表された。発表された論文には、調査の発案者である上野を冠して、学名や和名への献名が相次いだ。
その後も上野はチビゴミムシや洞窟性の動物相の分類学的研究を継続し、多数の論文を執筆していく。
1960年（昭和35年）、上野は京都大学大学院理学研究科博士課程を終了、理学博士の学位を取得する。
博士論文は「日本のチビゴミムシ類 : 特に洞窟種の問題について」（The trechids of Japan, with special reference to the problem of cave fauna）で、5000ページを超える量であった。あまりの厚さのため、そのままでの論文出版はできず、多数の論文に分割して学会誌に掲載された。
この時点では、盲目のメクラチビゴミムシは洞窟に適応して複眼などの形態が適応したものだと考えられていた。
博士号取得後、1962年（昭和37年）まで助手として京都大学で研究を継続した。

### 地下水性ゲンゴロウたちとの出会い

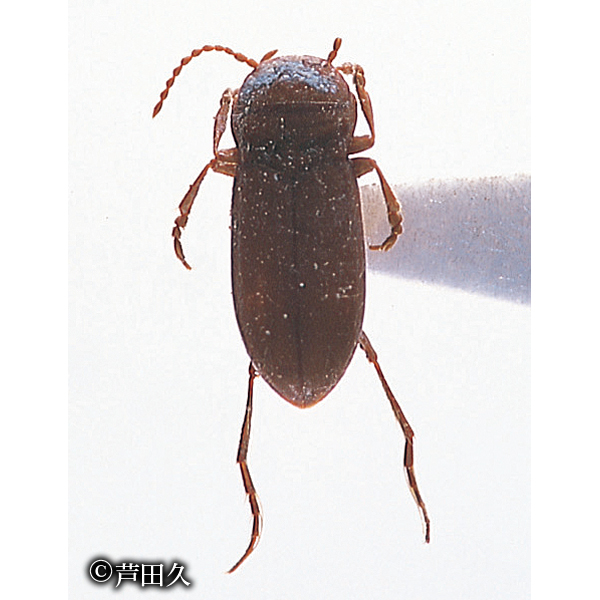
ミウラメクラゲンゴロウ Morimotoa miurai S.Ueno,1957（京都市・天龍寺産）

日本における地下水性動物相の研究をリードしていたのは父である益三であった。
上野と地下水性ゲンゴロウとの出会いについての前に、日本における地下水性動物相の研究史について少し記述しておく。
日本において、地下水性動物の研究が始まったのは古く、1889年（明治12年）に遡る。この年、宍戸一郎によって東京市ヶ谷の井戸からカントウイドウズムシ Phagocata papillifera（Ijima et Kaburaki, 1916）が採集されたのが最初であるが、記載されたのは27年後の1916年になってからだった。
次の発見は、1915年（大正4年）、川村多実二によって滋賀県大津市の井戸からメクラミズムシが採集されたもので、W. M. Tattersallによって6年後の1921年にPhreatoasellus kawamurai (Tattersall, 1921)として記載された。
さらに翌年、1922年（大正11年）にはメクラヨコエビの3新種が記載されたほか、三重県津市の柏原邸の井戸で原孫六によって淡水性のクラゲの1新種が発見され、丘浅次郎と原の共著でイセマミズクラゲLimnocodium iseana Oka & Hara, 1922として記載された。
これらは偶然の産物として発見されたものであって、日本における地下水性動物相の体系的な研究はしばらくあとになってからになる。
1945年（昭和20年）ごろから、兵庫県に住む森本義信が井戸地下水の調査を開始した。5年後の1950年、森本は姫路市の井戸から奇妙な甲殻類を発見する。この標本は、上野益三に送られ、その結果当時ヨーロッパの一部からしか見つかっていなかったムカシエビの新種であると同定された。龍野高校の理科教員だった三浦佳文が採集した標本と併せ、益三の手によってムカシエビ Bathynella morimotoi Uéno, 1952とミウラオナガムカシエビ Parabathynella miurai Uéno, 1952として命名記載すると、当時の動物学界には大きい反響があり、「ちょっとしたセンセーション」が巻き起こったという。
森本義信はこの発見をきっかけに、全国各地での地下水性動物相の調査を本格化させ、多数の新種を発見しており、正に地下水性動物研究のパイオニアと言える存在である。
この発見には、上野俊一にも関わったもので、益三から指示を受け各地の洞窟での調査の途中で、汽車やバスの待ち時間にはポンプ井戸を探し、ギリギリまで井戸を押し続けるという仕事が加わった。
そして、1951年（昭和26年）10月、兵庫県太子町の井戸から、森本義信によって2種のゲンゴロウが発見される。得られた標本はすぐに上野の元に届き、森本義信はもちろん、三浦や上野自身も兵庫県と京都府を中心に調査を進め、追加個体が得られた結果、1957年に新科（Phreatodytidae）新属新種のムカシゲンゴロウ Phreatodytes relictus S. Uéno, 1957と、ケシゲンゴロウ亜科の新属新種メクラゲンゴロウ Morimotoa phreatica S. Uéno, 1957とその亜種ミウラメクラゲンゴロウ Morimotoa phreatica miurai S. Uéno, 1957として記載されるに至った。
メクラゲンゴロウ属の学名、Morimotoaは森本義信に献名されたものである。
当然これらの新種は昆虫学界における大ニュースとなり、様々な研究者が地下水での可能性に注目するきっかけとなった。後に九州大学の教授となる森本桂が高知県高知市の実家周辺の井戸での調査を行い、新種のメクラゲンゴロウとムカシゲンゴロウを採集している。後年、1996年に上野によってオオメクラゲンゴロウ Morimotoa gigantea S. Uéno, 1996、トサメクラゲンゴロウ Morimotoa morimotoi S. Uéno, 1996、トサムカシゲンゴロウ Phreatodytes sublimbatus S. Uéno, 1996として新種記載されるなど、地下水性昆虫相研究において、極めて大きな影響を与えたといえる。

### 国立科学博物館時代

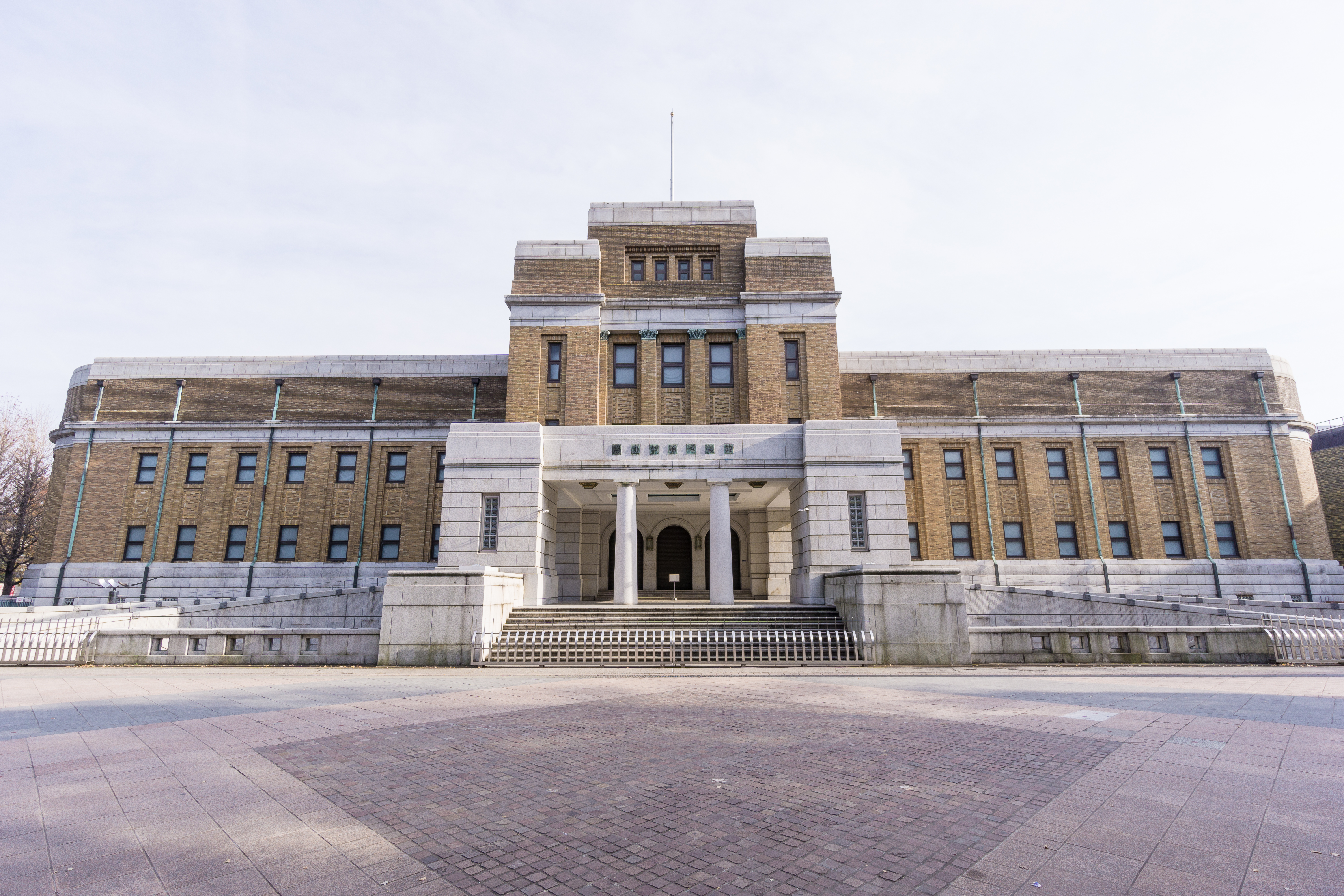
国立科学博物館上野本館の正門。上野が就職した当時は研究活動も上野本館で行われていた。

1962年（昭和37年）、上野は両生類・爬虫類担当の学芸員として国立科学博物館に就職した。当時、国立科学博物館の甲虫を担当する研究員には中根猛彦と黒澤良彦が勤めており、枠がなかったのである。しかし、上野は両生類・爬虫類の調査研究活動を続けることを条件に、チビゴミムシや洞窟性生物の研究を続ける許可を得ていた。
実際、両生類・爬虫類研究でも成果を残しており、1963年に出版された『原色日本両生類爬虫類図鑑』を著している。
1970年代初めに黒沢良彦から上野を紹介され、研究室に出入りしていたゴミムシ研究者の森田誠司の追悼文「上野先生, カナヘビを採りました」によれば、上野は電話口で「ホヤの学名がどうのこうのとか、ワニの系統関係が・・・, などのアドヴァイスを電話口でされて, いったいこの先生は何がご専門なんだろうと首を傾げたり」するほどの知識の広さであったという。
1964年（昭和39年）に国立科学博物館の研究員として着任した青木淳一によれば、当時の博物館には上野、中根猛彦、黒澤良彦とハバチを専門とする石川良輔という「強烈な個性」の持ち主の4人が在籍していた。青木は、入館直後の朝に部長の朝比奈正二郎から、この4人の関係がうまくいくように気を遣ってくれと頼まれ、非常に苦労したと述懐している。
特に中根猛彦との関係は良くなかったようで、上野と共にチビゴミムシの研究を行っていた吉田正隆も、具体的なエピソードと共に「どうも中根さんと上野先生の間には何かあるようだと察した」と記している。
このころには、上野は昆虫学界でチビゴミムシ研究の第一人者として注目されるようになっており、1963年までの論文の本数は88本にも及んだ。
1967年（昭和42年）8月、上野は京都大学によるマレーシアとタイと生物相調査に参加した。しかし、8月9日、タイ・チャンタブリー県での調査の際、上野は交通事故に遭い、右手を骨折してしまう。すぐにバンコクの病院に運ばれ、手術が行われた。幸い、手術は成功したが、1ヶ月の入院を余儀なくされる。その間に、京都大学の調査団は帰国してしまった。入院生活から解放されると、上野は3ヶ月間にわたり、腕を吊った状態で単独でタイ北部の洞窟の調査を続けたが、不自由な腕では満足な調査はできなかったという。
帰国してすぐの1967年12月にはハーバード大学のP. J. Darlingtonに客員研究員として招かれ、渡米する。Darlingtonの研究室には、南アメリカのチビゴミムシの標本が極めて充実しており、感銘を受けたと述べている。また、アメリカの洞窟も調査したほか、Darlingtonから指導を受け、議論ができたことは上野にとって大きな財産となった。
1968年（昭和43年）に帰国した。また、同年、国立科学博物館動物研究部の昆虫担当の研究員に正式に異動する。

#### 日本のメクラチビゴミムシ類の由来についての発見　ー「洞窟性」から「地下浅層性」へー
1965年（昭和40年）の大晦日、新潟県の精神科の医師で、昆虫学を専門とするナチュラリストであった馬場金太郎から届いた一本の電報がこの研究の端緒だった。そこには、「サンキソウデメクラチビゴミヲハッケン、ゴキタイコウ」と書かれていた。
上野がすぐに馬場に電話を掛けると、新潟県の海岸沿いの新生代第三紀の地層の浅い部分からメクラチビゴミムシの新種を採集したとのことであった。それまで、メクラチビゴミムシをはじめとする洞窟性・地下性動物類は古生代の石灰岩層に限られて分布すると考えられてきた。この前の1963年（昭和38年）には同じく馬場によって小型のKurasawatrechus属から短脚のヨネヤマメクラチビゴミムシ Kurasawatrechus endogaeus S. Uéno & Baba, 1965 が発見され、上野と馬場によって新種記載されていたが、この新種は脚が長く、大型であるとのことだった。
翌年の1966年（昭和41年）の早い時期に上野が現地に赴くと、そこは海岸近くの低い丘陵の伐採地で、「メクラチビゴムムシどころか碌な虫がいそうにもないところ」だった。この場所のメクラチビゴミムシは、2mの表土の下の風化した頁岩の隙間から得られていた。ここまで深い地中から昆虫を採集したのは初めてであったが、この当時の上野にはこの発見を生物地理学的・生態学的に解釈することができなかった。この新種については、1972年（昭和46年）になってエチゴメクラチビゴミムシ Trechiama (Trechiama) echigonis S. Uéno, 1972として記載している。

#### 研究の発展

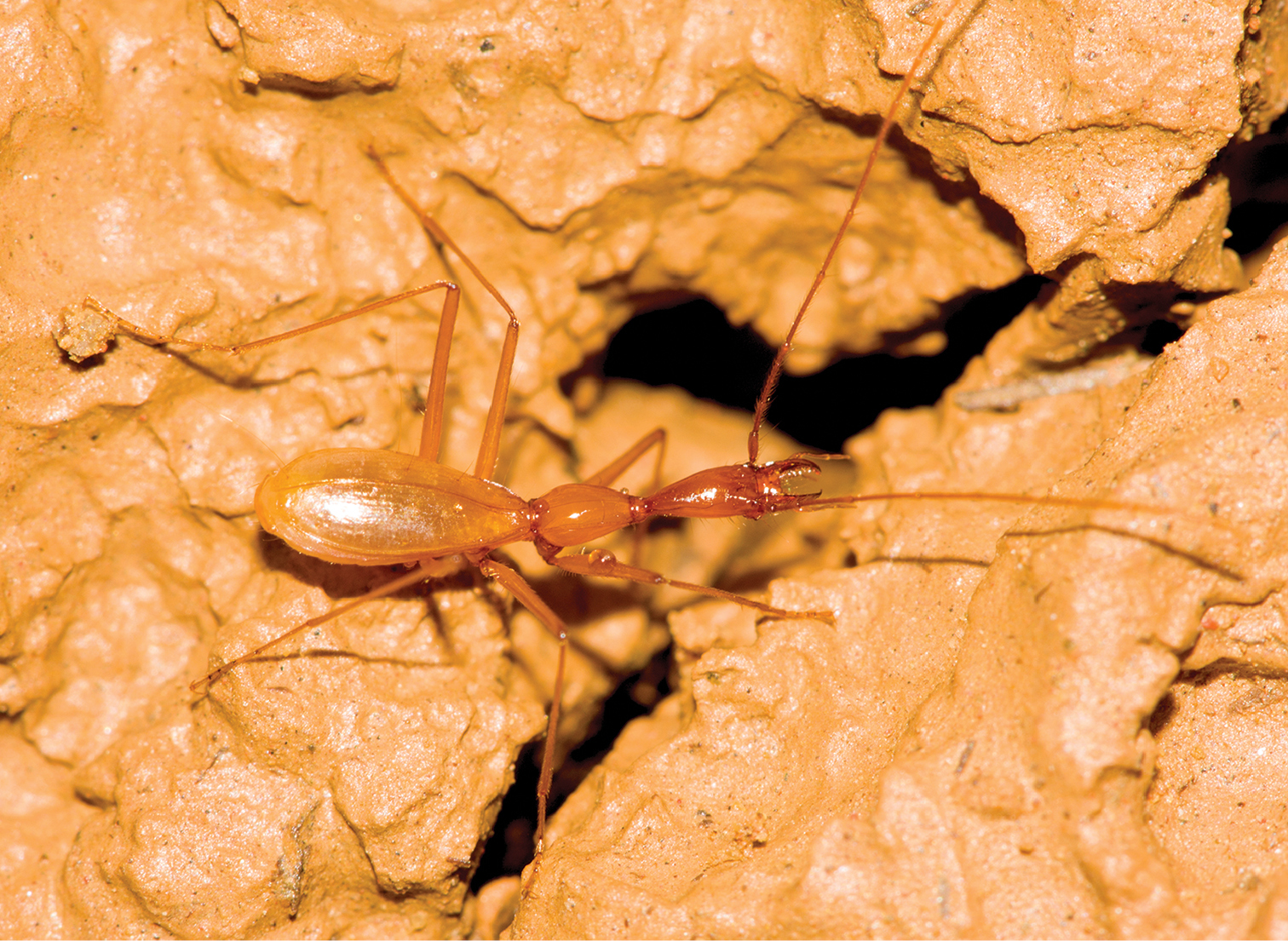
中国の真洞窟性チビゴミムシ Dongodytes fowleri

1968年（昭和43年）、その後はさらに研究を進め、1975年（昭和50年）には日本洞窟学会の立ち上げに参加する。
1978年（昭和53年）、『洞窟学入門 暗黒の地下世界をさぐる』を出版。日本で初めての洞窟学・洞窟生物学の入門書として知られ、洞窟性甲虫類に関する啓蒙的記述を著している。
1985年（昭和60年）には『原色日本甲虫図鑑　II巻』を発行。日本の甲虫研究の金字塔であり、現在に至るまで類似の書籍が無い極めて優れた図鑑である。
1986年（昭和61年）に自ら立ち上げた日本洞窟学会の会長に就任、1987年（昭和62年）には国立科学博物館動物研究部昆虫第二研究室長に就任した。1986年から1989年には日本洞窟学会、1989年から1992年には日本鞘翅学会、1991年から1992年には日本昆虫学会のそれぞれ会長を歴任した。1993年（平成5年）からは日本鞘翅学会英文誌『Elytra』の編集委員長に就任し、2010年まで務めた。1994年（平成6年）に国立科学博物館動物研究部長に就任した後、1995年（平成7年）に退任。その後は動物研究部の名誉研究員として在籍した。
1990年代から2000年代には、日本はもちろん、中国やインドシナ半島での洞窟性・地下浅層性チビゴミムシの解明にも力を注ぎ、多数の論文を発表した。
中でも、DongodytesやGuizhaphaenopsの新種などに代表される、極めて特徴的な形態を持った真洞窟性メクラチビゴミムシの研究は特筆に値する。これらの調査で、複数の新属新種を含む、多数の新種を記載し、中国のチビゴミムシ相の解明に大きく貢献した。このような功績から、2006年（平成18年）には、ルーマニアで開催された国際洞窟生物学会において、名誉会員の称号を授与された。
2011年（平成23年）に、上野の人生最後の新種記載論文が『Elytra, new series』誌（日本甲虫学会英文誌）の創刊号に掲載された。
その題名は「New Blind Trechine Beetles Belonging to the Kurasawatrechus-Complex (Coleoptera, Trechinae) from Northeast Japan : II. Species from the Owu Mountains」
（東北地方に産するクラサワメクラチビゴミムシ群のチビゴミムシ類 : II. 奥羽山脈に分布する種）であり、最後まで人生をチビゴミムシの研究に捧げたことが現れている。
また、2011年11月には日本甲虫学会第1回大会のシンポジウム「新甲虫学会第 1 回大会特別座談会」に森本桂や東京農業大学の渡辺泰明らとともに出席し、日本の甲虫研究史を振り返った。
2014年（平成26年）に曽根信三郎と共著で日本洞窟学会誌『Journal of the Speleological Society of Japan』に発表した、自らが1958年に記載したクボタメクラチビゴミムシの新記録の論文「A new record of Stygiotrechus kubotai (Coleoptera, Trechinae)」が上野の最後の論文となった。

#### 訃報

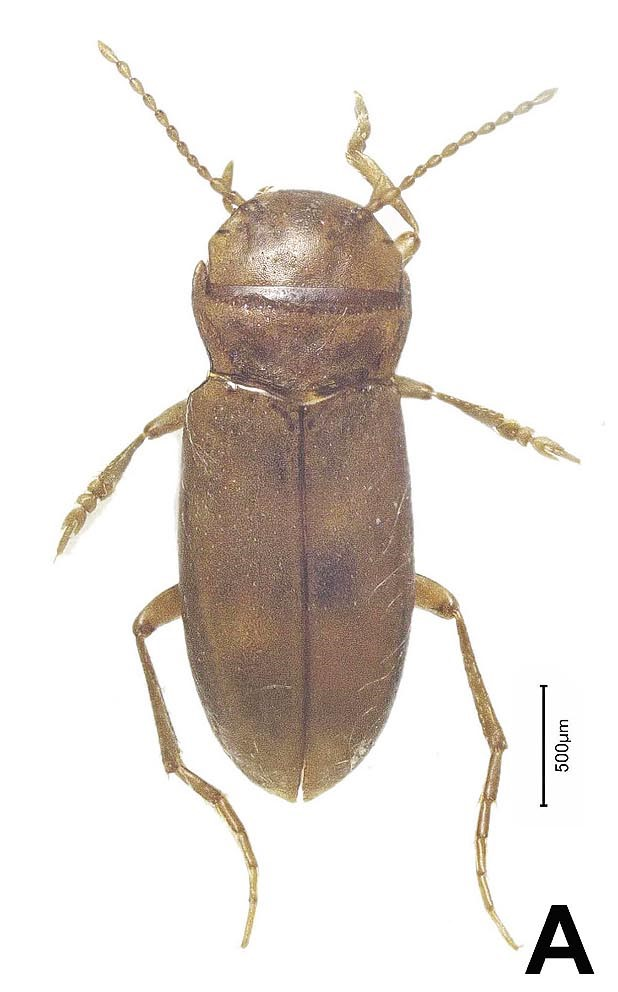
上野に献名されたアワメクラゲンゴロウ Morimotoa uenoi Yanagi & Nomura,2021（Holotype）

2020年（令和2年）10月3日、日本甲虫学会ホームページで訃報が伝えられた。享年89歳だった。晩年はアルツハイマー病を患い、東京都町田市の高齢者施設で過ごしていた。新型コロナウイルス感染拡大の影響により、国立科学博物館をはじめとした関係者の面会や見舞いもできない状況だったという。
国立科学博物館の特別研究員時代に上野の指導を受けた丸山宗利は、
とツイッターに投稿し、その死を悼んだ。
2020年12月発行の日本洞窟学会誌では、曽根信三郎による追悼論文が掲載された。
2021年（令和3年）3月には、日本甲虫学会和文誌の『さやばねニューシリーズ』41号において、追悼特集が掲載され、横浜国立大学名誉教授の青木淳一 、東京農業大学名誉教授の渡邉泰明、国立科学博物館の野村周平、オサムシ科研究で知られる井村有希、千葉県立中央博物館の斉藤明子、近畿大学教授の芦田久 、倉敷市立自然史博物館の奥島雄一、ふじのくに地球環境史ミュージアムの岸本年郎、九州大学総合研究博物館の丸山宗利と北海道大学教授の大原昌宏が追悼文を寄せた。6月発行の同誌42号でも、上野と長い親交があるゴミムシ研究者である森田誠司、吉田正隆による追悼文が掲載された。
2021年4月発行の日本洞窟学会和文誌の『The Caving Journal』では、「上野俊一先生追悼特集」として、特別号が発行されている。
2021年10月には、日本甲虫学会英文誌『Elytra, new series』の特別号（Supplement）『Coleopterological Papers Dedicated to the late Dr. Shun-Ichi UÉNO.』として、追悼論文集が出版された。上野の業績や生涯の解説のほか、彼が生涯研究したチビゴミムシや地下水性ゲンゴロウなどの新種が記載されている。掲載された論文では、新種の種小名にuenoiやshunichiiとして、上野への献名が相次いだ。

## 著作
- CiNii収録の論文以外にも、多数の論文・著作があり、1995年までの著作物は日本鞘翅学会が発行した上野俊一博士退官記念論文集『Beetles and Nature』（Special Bulletin of the Japanese Society of Coleopterology No. 4）所載の「Checklist of Writings by Shun-Ichi UÉNO[57]」に収録されている。
- また、1995年から2014年までの著作は『Coleopterological Papers Dedicated to the late Dr. Shun-Ichi UÉNO.』所載の「Check List of Writings by Dr. Shun-Ichi UENO (1995-2014)」(Shimada & Kishimoto, 2021[46])に収録されている。Shimada & Kishimoto (2021)によれば、生涯の上野の著作は627本に及ぶ[46]。

### 論文
- 国立情報学研究所収録論文 - 国立情報学研究所

### 書籍
- CiNii Books収録書籍 - 国立情報学研究所